# آب تبلور
برخی از نمک‌های معدنی در ساختار شبکه بلوری خود تعدادی مولکول آب به دام افتاده دارند که اصطلاحاً به آب تبلور معروف‌اند. این مقدار آب که به ازای یک مول از نمک خشک اندازه‌گیری می‌شود، مقادیر متفاوتی دارد که با حرارت دادن نمونۀ تر و اندازه‌گیری و مقایسۀ وزن تر و خشک قابل محاسبه است. کات کبود که نمک آب پوشیده مس(II) سولفات است نمونۀ معروفی از این نوع نمک‌هاست. سنگ گچ نیز نمکی آب‌پوشیده است که نمک خشک آن در اثر اختلاط با آب، آب‌پوشیده شده و تشکیل ساختاری سخت و یک‌پارچه می‌دهد. به همین سبب به عنوان مصالح ساختمانی کاربرد دارد.

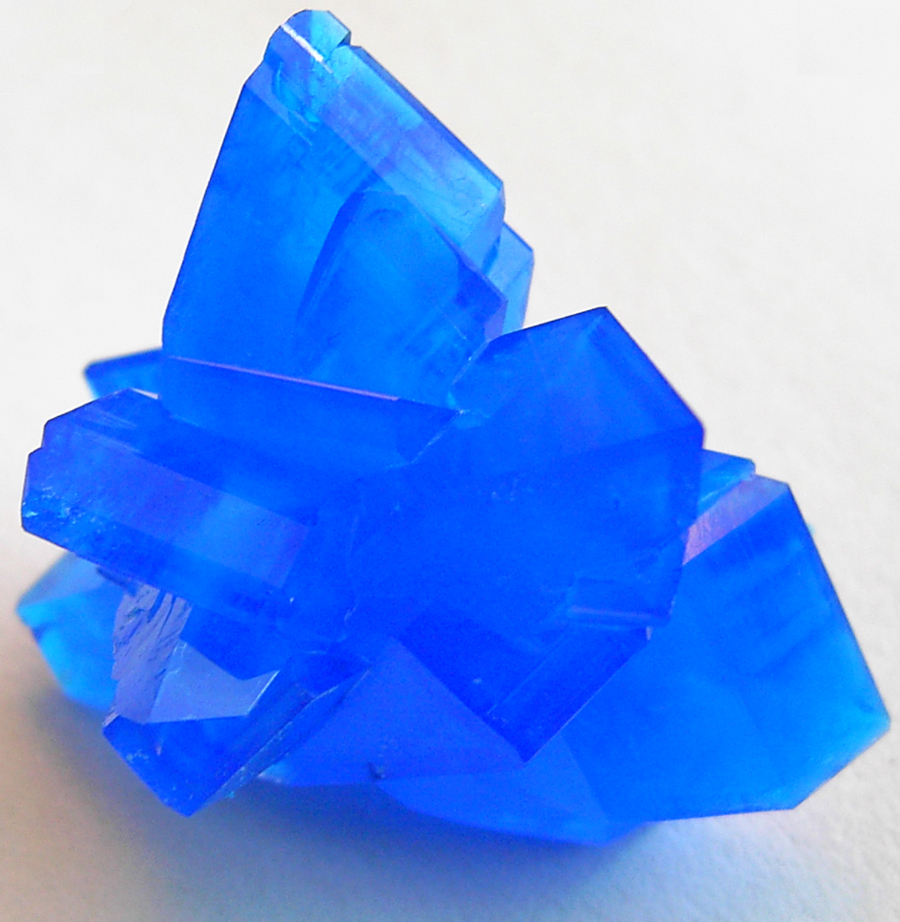
بلور مس(II) سولفات آب پوشیده که رنگ زیبای آبی رنگی دارد.
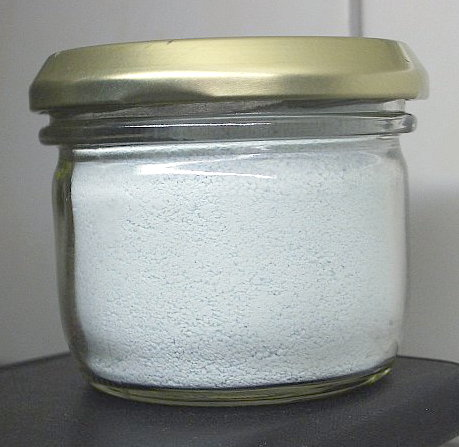
مس(II) سولفات خشک سفید رنگ است.